# Journal des débats
«Journal des débats» — журнал є одним зі зразків французькомовної преси, який з'явився в 1789 році, існував з деякими змінами в назві.

## Історія
Найбільш помітним явищем періоду Імперії слід назвати газету Луї Франсуа Бертена, яка залишила яскравий слід в історії французької журналістики XIX століття. Бертен в період Революції співпрацював в таких періодичних виданнях як «Journal Français» («Журнал Франції»), «Eclair» («Блискавка»). Його політичним ідеалом була конституційна монархія, у своїх статтях Бертен активно підтримував роялистское рух часів Директорії. У 1797 р. газета «Eclair» була заборонена, а сам Бертен був змушений переховуватись, щоб уникнути арешту.
У 1800 р. він, разом з братом, П'єр Луї Бертеном, також залученим в журналістську та політичну діяльність, придбав «Journal des Débates politiques et liltéraires» («Журнал дебатів політичних і літературних»). Газета ця була заснована в Парижі ще в 1789 р. «Journal des Débates» була позбавлена можливості відкрито критикувати дії уряду, але ніколи не опускалася до вихваляння чинного режиму, завдяки чому здобула неабиякий авторитет.
За свою незалежність і ледь приховані роялістські натяки Бертен потрапив на 9 місяців до в'язниці, а потім був висланий в Італію, де подружився з іншим вигнанцем — Франсуа Рене де Шатобріаном. Шатобріан згодом тепло відгукувався про Бертене у своїх мемуарах, підкреслюючи, що «всі політичні погляди на землі не варті однієї години щирої дружби».
У 1804 р. Бертен отримав дозвіл повернутися у Францію, але його газета була перейменована в «Journal de 1'Empire», і до неї був приставлений спеціальний цензор (спочатку ним був Ф'єве), якому видавці повинні були виплачувати величезний гонорар (24000 франків на рік).
Газета Бертена цікава не тільки своїм протистоянням режиму Наполеона, але і введенням нових журналістських форм і жанрів, які надалі увійшли в практику всієї європейської журналістики. Мова йде про фейлетони. Самого слова «фейлетон» ще не було у французькій мові XVIII століття, воно з'явилося лише в 1800 р., коли Бертену спала на думку ідея випускати додаткові аркуші до своєї газети «Journal des Débates» (feuilleton — листок, листочок).
Потім у 1803 р. він змінив формат газети — подовжив його, та додаткова частина, відокремлена від газети «лінією відрізу» (білим пропуском), стала називатися фейлетоном. Надалі термін «фейлетон» використовувався у значенні: а) літературного матеріалу «підвалу» газети; б) літературного твору малої форми публіцистично-злободенного характеру, поміщеного або «фейлетон» газети, або додаткових частин журналу (огляд, суміш).
Саме у другому значенні цей термін закріплюється й одержує широке поширення у Франції, потім у Німеччині та в Росії, але сам процес трансформації фейлетону з рубрики в жанр зайняв досить тривалий проміжок часу, остаточно визначившись у жанровому аспекті тільки до початку XX сторіччя.
У «Journal des Débates» становлення фейлетону зв'язується з ім'ям Жюльєна Луї Жоффруа, театрального критика. Жоффруа повернувся після еміграції до Франції у 1800 р. і зайняв місце фейлетоніста-критика «Journal des Débates». Смакові пристрасті Жоффруа були досить односторонніми, але у своїх судженнях він був рішучий і спирався на здоровий глузд, що імпонувало і привертала увагу тим, що він включав в театральні огляди політичні натяки.
В рік «великої чистки», якого зазнала французька журналістика в 1807 р., цензор Ф'єве в бертеновскій газеті був замінений цензором Етьєном. Але Наполеону і цього здалося мало, і в 1811 р. газета, тираж якої досяг 32000 примірників, була конфіскована на користь держави, а Бертену було заявлено, що «він вже досить збагатився».
Посилення заходів проти «Journal des Débates», перейменованої в «Journal de l'empire», було пов'язано з прийняттям декрету про друк, який поставив під повний контроль «головного управління справами книгодрукування і книжкової торгівлі» (при міністерстві внутрішніх справ) всю періодичну пресу.